# Nidda
Nidda es una ciudad en Hesse, Alemania. Está ubicada en las orillas del río Nidda. Se encuentra entre el macizo montañoso Vogelsberg y la región de Wetterau. Aproximadamente 18.000 habitantes viven en los 18 barrios de la ciudad.
A pesar de ser una zona rural, sus habitantes gozan de una vida aceptable, no hay pobreza.

## Idioma
El idioma mayoritario y tal vez total es el alemán. 